# Serra de la Mata de l'Ós
La Serra de la Mata de l'Ós és una serra situada als municipi de Bolvir, Ger i Guils de Cerdanya a la comarca de la Baixa Cerdanya, amb una elevació màxima de 1.891 metres.